# Artur Mielczarek
Artur Mielczarek (ur. 25 stycznia 1984) – polski koszykarz występujący na pozycji niskiego skrzydłowego, obecnie zawodnik WKK Wrocław.
17 maja 2016 został zawodnikiem Trefla Sopot. 2 lipca 2018 podpisał umowę z Rosą Radom.
5 sierpnia 2020 dołączył do Anwilu Włocławek. 12 października 2021 zawarł kontrakt z GTK Gliwice. 15 stycznia 2022 trafił do WKK Wrocław.

## Osiągnięcia
Stan na 26 lutego 2022.
Drużynowe
- Brązowy medalista mistrzostw Polski (2013)
- Finalista:
  - Pucharu Polski (2013)
  - Superpucharu Polski (2020)[6]
- Mistrz Polski juniorów starszych (2004)